# 코파 이탈리아 2014-15
코파 이탈리아 2014-15은 코파 이탈리아의 68번째 대회이다. 2014년 8월 10일에 시작하여 2015년 6월 7일에 끝난다. 전 시즌 우승팀은 나폴리이며 결승전에서 피오렌티나를 3:1로 누르고 우승했다.
결승전 개최지는 대회 규정에 준하여 준결승 경기 이전에 결정된다. 이번 시즌 결승전도 로마의 스타디오 올림피코에서 열린다면 8년 연속으로 스타디오 올림피코에서 열리는 것이나, 현재 엑스포 2015의 일환으로 밀라노의 스타디오 주세페 메아차에서 열리는 것도 고려되고 있다. 
이 경기에서 우승하는 팀은 UEFA 유로파리그 2015-16의 조별리그 진출권을 얻는다.

## 대회 방식
이번 대회의 방식은 최근 6번의 대회와 동일하다.
총 78개의 팀이 참가한다. 20개의 세리에 A팀과 22개의 세리에 B팀들(비첸차도 포함, 이미 세리에 B로 강제 승격 이전에 레가 프로에서 지명됐다.)과, 레가 프로에서 선택된 27개팀, 레가 나치오날레 딜레탄티에서 선택된 9개팀으로 총 78개 클럽이다.
레가 이탈리아니 칼초 프로페시오니스티코는 코파 이탈리아 레가 프로 2013-14의 결승전에 진출한 두 팀과, 세리에 B 2013-14에서 강등된 3개 팀(파도바는 프리마 디비시오네로 진입할 수 없었다.), 프리마 디비시오네 2013-14의 두 그룹중 강등된 팀을 제외한 상위 7개팀(3~9위)씩, 그리고 두 그룹의 10위 두 팀중 보다 우수한 성적을 거둔 팀, 세콘다 디비시오네 2013-14의 두 조의 상위 4팀 씩, 세콘다 디비시오네 A조에서 4위를 기록한 몬차는 이미 코파 이탈리아 레가 프로의 결승전 패배팀 자격으로 지명이 되었기에 같은 조의 5위팀인 산타르칸젤로가 지명됐다. 이와 비슷하게 프리마 디비시오네 B조의 9위 팀인 살레르니타나는 코파 이탈리아 레가 프로 우승팀 자격으로 이미 지명되어 같은 조 10위 팀인 프라토가 지명됐다. 이렇게 총 28개 팀이며 이 중에 비첸차는 세리에 B로 강제 승격되었다. 
레가 나치오날레 딜레탄티는 세리에 D 2012-13팀 중 플레이오프 성적이 아닌 리그 최종순위 2위 팀들을 각 9개 조에서 선택했다.
경기는 토너먼트형식으로 치러진다. 준결승전을 제외하고는 연장전과 페널티킥의 가능성을 열어놓은 단판경기로 진행된다. 그러나, 준결승전은 홈, 원정 총 2경기를 치른다. 만약 두경기 180분 후 전적으로 승패를 나눌수 없을경우에는 UEFA 클럽 대항전에 적용되는 방식과 마찬가지로 1, 2차전 전체의 골로 승부를 내고, 골이 같을 경우는 원정 골 우선, 그것마저 같을 경우는 연장전, 그리고 승부차기까지 이어진다.
레가 프로의 26개 팀과 세리에 D소속의 9팀들은 1라운드부터 참가하고 (비첸차도 포함), 지난 시즌 세리에 B의 강등 플레이오프를 통해 강등된 팀과 세리에 B의 21개 팀들은 2라운드부터 참가한다. 세리에 A 중 12개 팀은 3라운드부터 참가하지만, 나머니 8개 시드팀은 16강전에 바로 참가한다. 대진 추첨은 2014년 7월 22일에 열렸다. 이 추첨을 통해 3라운드부터 참가하는 팀을 제외한 모든 팀은 추첨에 따라 번호를 부여받고 3라운드부터 참여하는 팀들은 리그 순위 순으로 순위 번호를 부여받는다.

## 참가 팀
괄호 안의 순위는 지난 시즌 각 팀들이 거둔 순위다. 

### 예선

#### 1라운드 (36개 팀)
- 레가 프로에서 27개 팀, 세리에 B로 강제 승격된 1 팀 (순위 43-60/61-78)
- 세리에 D에서 9개 팀 (순위 61-78)

| - 레지나 (21위 - B) (60) - 유베 스타비아 (22위 - B) (48) - 살레르니타나 (9위 - LP1/B; V - CI) (54) - 몬차 (4위 - LP2/A; FP - CI) (58) - 레체 (3위 - LP1/B) (45) - 쥐트티롤 (3위 - LP1/A) (55) - 피사 (6위 - LP1/B) (51) - 크레모네세 (4위 - LP1/A) (50) - 베네벤토 (7위 - LP1/B) (47) - 사보나 (6위 - LP1/A) (44) - 카탄차로 (4위 - LP1/B) (53) - 비첸차 (5위 - LP1/A) (49) - 라퀼라 (5위 - LP1/B) (59) - 알비노레페 (7위 - LP1/A) (56) - 폰테데라 (8위 - LP1/B) (57) - 코모 (8위 - LP1/A) (52) - 페랄피살로 (9위 - LP1/A) (46) - 우니오네 베네치아 (10위 - LP1/A) (43) | - 프라토 (10위 - LP1/B) (73) - 바사노 비르투스 (1위 - LP2/A) (72) - 메시나 (1위 - LP2/B) (64) - 레나테 (2위 - LP2/A) (65) - 카세르타나 (2위 - LP2/B) (61) - 알레산드리아 (3위 - LP2/A) (67) - 테라모 (3위 - LP2/B) (66) - 코센차 (4위 - LP2/B) (71) - 산타르칸젤로 (5위 - LP2/A) (75) - 라팔로볼리아스코 (2위 - D/A) (70) - 올지나테세 (2위 - D/B) (63) - 알토비첸티노 (2위 - D/C) (62) - 코레제세 (2위 - D/D) (74) - 폴리뇨 (2위 - D/E) (76) - 마텔리카 (2위 - D/F) (69) - 테라치나 (2위 - D/G) (77) - 타란토 (2위 - D/H) (78) - 아크라가스 (2위 - D/I) (68) |

#### 2 라운드 (40개 팀)
- 1라운드에서 진출한 18개 팀
- 세리에 B에서 21개 팀 + 레가 프로에서 1개 팀 (21-42)

| - 카타니아 (18위 - A) (26) - 볼로냐 (19위 - A) (22) - 리보르노 (20위 - A) (32) - 라티나 (3위 - B) (40) - 모데나 (5위 - B) (23) - 크로토네 (6위 - B) (21) - 바리 (7위 - B) (37) - 스페치아 (8위 - B) (36) - 비르투스 란차노 (10위 - B) (27) - 아벨리노 (11위 - B) (38) - 카르피 (12위 - B) (30) | - 브레차 (13위 - B) (39) - 트라파니 (14위 - B) (31) - 페스카라 (15위 - B) (25) - 테르나나 (16위 - B) (28) - 치타델라 (17위 - B) (24) - 바레세 (18위 - B) (33) - 페루자 (1위 - LP1/B) (35) - 비르투스 엔텔라 (1위 - LP1/A) (34) - 프로시노네 (2위 - LP1/B) (29) - 프로 베르첼리 (2위 - LP1/A) (42) - 노바라 (19위 - B) (41) |

#### 3 라운드 (32개 팀)
- 2 라운드에서 20개 팀
- 세리에 A에서 12개 팀 (rank 9-20)

| - 라치오 (9위 - A) (9) - 베로나 (10위 - A) (10) - 아탈란타 (11위 - A) (11) - 삼프도리아 (12위 - A) (12) - 우디네세 (13위 - A) (13) - 제노아 (14위 - A) (14) | - 칼리아리 (15위 - A) (15) - 키에보 (16위 - A) (16) - 사수올로 (17위 - A) (17) - 팔레르모 (1위 - B) (18) - 엠폴리 (2위 - B) (19) - 체세나 (4위 - B) (20) |

#### 4 라운드 (16개 팀)
- 3 라운드에서 진출한 16개 팀

### 결승 라운드 (16개 팀)
- 4 라운드에서 진출한 8개 팀
- 세리에 A의 8개 팀 (rank 1-8)

| - 유벤투스 (1위 - A) (7) - 로마 (2위 - A) (3) - 나폴리 (3위 - A) (4) - 피오렌티나 (4위 - A) (6) | - 인테르 (5위 - A) (5) - 파르마 (6위 - A) (2) - 토리노 (7위 - A) (8) - 밀란 (8위 - A) (1) |

## 경기 일정
| 단계        | 라운드  | 1차전                       | 2차전                       |
| ----------- | ------- | --------------------------- | --------------------------- |
| 예선        | 1라운드 | 2014년 8월 10일             | 2014년 8월 10일             |
| 예선        | 2라운드 | 2014년 8월 16~17일          | 2014년 8월 16~17일          |
| 예선        | 3라운드 | 2014년 8월 21, 22, 23, 24일 | 2014년 8월 21, 22, 23, 24일 |
| 예선        | 4라운드 | 2014년 12월 3일             | 2014년 12월 3일             |
| 결승 라운드 | 16강    | 2015년 1월 14일             | 2015년 1월 14일             |
| 결승 라운드 | 8강     | 2015년 2월 4일              | 2015년 2월 4일              |
| 결승 라운드 | 준결승  | 2015년 3월 4일              | 2015년 4월 8일              |
| 결승 라운드 | 결승    | 2015년 6월 7일              | 2015년 6월 7일              |

## 경기 요약 및 결과
대진은 2014년 7월 22일 오후 2시에 밀라노에 소재한 레가 세리에 A 본부에서 추첨됐다.

### 예선 경기

#### 1 라운드
1 라운드 경기는 2014년 8월 10일 일요일에 열렸으며, 세리에 B로 차후에 강제 승격되고 레가 프로 소속이었던 비첸차와 27개의 레가 프로 팀 중 26개 팀(세리에 B에서 플레이 아웃에 패배하여 강등되는 노바라는 2라운드로 진출한다.)과, 세리에 D소속의 9개팀이 참가했다. 총 18개 팀이 시드권인 갖게 되었는데, 세리에 B에서 강등된 2개 팀, 프리마 디비시오네 2013-14의 2개 조에서 3~9위에 오른 팀(코파 이탈리아 레가 프로 우승팀인 살레르니타나도 포함), 프리마 디비시오네 각 2개 조의 10위를 기록한 두 팀 중 보다 우수한 기록을 가진 한 팀, 코파 이탈리아 레가 프로 2013-14 결승전 진출 팀인 몬차(프리마 디비시오네의 또다른 10위 팀, 세콘다 디비시오네의 다른 팀들보다 선취권이 있다.)를 포함한 총 18개 팀이 홈 경기장에서 경기를 치를 수 있게 되었다. 다만, 알레산드리아와 살레르니타나 간의 경기의 경우에는 대회 규칙 하에 두 팀간의 동의로 홈, 원정을 바꿔서 경기를 치렀다.
| 팀 1              | 결과         | 팀 2             |
| ----------------- | ------------ | ---------------- |
| 알비노레페        | 0 - 1        | 레나테           |
| 폰테데라          | 3 - 1        | 메시나           |
| 비첸차            | 1 - 2        | 바사노 비르투스  |
| 유베 스타비아     | 1 - 0        | 프라토           |
| 베네벤토          | 2 - 0        | 코레제세         |
| 코모              | 5 - 0        | 마텔리카         |
| 카탄차로          | 2 - 0        | 아크라가스       |
| 레지나            | 0 - 1        | 카세르타나       |
| 알레산드리아      | 1 - 0        | 살레르니타나     |
| 라퀼라            | 2 - 1 (연장) | 알토비첸티노     |
| 피사              | 4 - 0        | 라팔로볼리아스코 |
| 사보나            | 6 - 0        | 테라치나         |
| 우니오네 베네치아 | 5 - 1        | 타란토           |
| 크레모네세        | 3 - 2        | 코센차           |
| 페랄피살로        | 1 - 0        | 산타르칸젤로     |
| 레체              | 5 - 0        | 폴리뇨           |
| FC 쥐트티롤       | 3 - 2        | 테라모           |
| 몬차              | 2 - 1        | 올지나테세       |

#### 2 라운드
2 라운드 경기는 2014년 8월 16일 토요일과 17일 일요일에 걸쳐 열렸다. 1라운드를 통과한 18개 팀 (모두 레가 프로)과 더불어 나머지 레가 프로 소속의 노바라와 세리에 B의 21개 팀이 2라운드에 참가했고, 세리에 B 팀 중 20개 팀이 시드권을 가졌다. (프로 베르첼리는 플레이 오프를 통해 승격되는 두 팀 중 보다 못한 성적으로 시드권이 주어지지 않았다.) 피사와 카르피 간의 경기는 두 팀간의 동의 하에 홈, 원정을 바꿔서 경기를 가졌다.
| 팀 1            | 결과                 | 팀 2              |
| --------------- | -------------------- | ----------------- |
| 페스카라        | 1 - 1 (5-4 승부차기) | 레나테            |
| 치타델라        | 2 - 1                | 폰테데라          |
| 리보르노        | 2 - 4                | 바사노 비르투스   |
| 바레세          | 3 - 2                | 유베 스타비아     |
| 비르투스 엔텔라 | 2 - 2 (5-4 승부차기) | 베네벤토          |
| 프로시노네      | 0 - 0 (1-3 승부차기) | 코모              |
| 브레차          | 2 - 1                | 프로 베르첼리     |
| 라티나          | 1 - 1 (4-3 승부차기) | 노바라            |
| 테르나나        | 2 - 1                | 카탄차로          |
| 크로토네        | 0 - 0 (3-4 승부차기) | 카세르타나        |
| 비르투스 란차노 | 1 - 0                | 알레산드리아      |
| 볼로냐          | 1 - 2 (연장)         | 라퀼라            |
| 피사            | 2 - 1                | 카르피            |
| 바리            | 2 - 1                | 사보나            |
| 아벨리노        | 2 - 0                | 우니오네 베네치아 |
| 트라파니        | 1 - 2                | 크레모네세        |
| 페루자          | 2 - 0                | 페랄피살로        |
| 스페치아        | 1 - 0                | 레체              |
| 카타니아        | 1 - 0                | FC 쥐트티롤       |
| 모데나          | 0 - 0 (3-2 승부차기) | 몬차              |

#### 3 라운드
3 라운드 경기는 2014년 8월 21일 목요일, 22일 금요일, 23일 토요일, 24일 일요일에 열렸다. 2 라운드를 통과한 20개 팀 (세리에 B 14개 팀, 레가 프로의 6개 팀)과 더불어 세리에 A의 12개 팀이 합류했다. 이 12개 팀은 자동적으로 시드권을 가져가며 홈 구장에서 경기를 가질 수 있게 됐다. 그러나 제노아와 베로나에 두 개의 팀들이 같은 구장을 사용하기 때문에, 두 팀 중 지난 시즌에서 못한 성적은 거둔 팀은 경기 규정에 의거하여 자동적으로 원정에서 경기를 치르게 됐다. 키에보와 제노아는 베로나와 삼프도리아보다 못한 성적을 거둬 원정 경기를 가지게 됐다. 세리에 B 팀들 간의 경기는 시즌 초에 추첨으로 정해진 순위 번호에 따라 경기장이 결정됐다.
| 팀 1            | 결과         | 팀 2            |
| --------------- | ------------ | --------------- |
| 페스카라        | 1 - 0        | 키에보          |
| 사수올로        | 4 - 1        | 치타델라        |
| 라치오          | 7 - 0        | 바사노 비르투스 |
| 바레세          | 1 - 0        | 비르투스 엔텔라 |
| 삼프도리아      | 4 - 1        | 코모            |
| 브레차          | 1 - 0        | 라티나          |
| 우디네세        | 5 - 1        | 테르나나        |
| 체세나          | 1 - 0        | 카세르타나      |
| 비르투스 란차노 | 0 - 1        | 제노아          |
| 엠폴리          | 3 - 0        | 라퀼라          |
| 아탈란타        | 2 - 0        | 피사            |
| 바리            | 1 - 2        | 아벨리노        |
| 베로나          | 3 - 0        | 크레모네세      |
| 페루자          | 2 - 1 (연장) | 스페치아        |
| 칼리아리        | 2 - 0        | 카타니아        |
| 팔레르모        | 0 - 3        | 모데나          |

#### 4 라운드
4 라운드 경기는 2014년 12월 2일 화요일, 3일 수요일, 4일 목요일에 열리며, 3 라운드를 통과한 16개 팀(세리에 A의 10개 팀, 세리에 B의 6개 팀)이 경기를 가진다. 지난 시즌 세리에 A에서 뛴 팀 중 제노아를 제외한 8개 팀이 시드권을 가져갔다. 제노아는 지난 시즌 삼프도리아보다 못한 성적은 거뒀기에 이번 라운드에서도 엠폴리와의 경기에서 원정경기를 가진다.
| 팀 1       | 결과           | 팀 2     |
| ---------- | -------------- | -------- |
| 사수올로   | 1 - 0          | 페스카라 |
| 라치오     | 3 - 0          | 바레세   |
| 삼프도리아 | 2 - 0          | 브레차   |
| 우디네세   | 4 - 2 (연장)   | 체세나   |
| 엠폴리     | 2 - 0          | 제노아   |
| 아탈란타   | 2 - 0          | 아벨리노 |
| 베로나     | 1 - 0          | 페루자   |
| 칼리아리   | 4 - 4 (5-4 PK) | 모데나   |

### 결선 라운드

#### 16강전
결선 라운드 16강전 경기는 2015년 1월 13일 화요일, 14일 수요일, 15일 목요일, 20일 화요일, 21일 수요일, 22일 목요일에 걸쳐 진행됐으며, 4라운드에서 승리한 8개의 팀 (모두 세리에 A 소속)과, 지난 시즌 세리에 A에서 상위 8위권 팀이 경기를 가지며, 경기는 후자의 홈 경기장에서 치러졌다.
| 팀 1       | 결과           | 팀 2       |
| ---------- | -------------- | ---------- |
| 밀란       | 2 - 1          | 사수올로   |
| 토리노     | 1 - 3          | 라치오     |
| 인테르     | 2 - 0          | 삼프도리아 |
| 나폴리     | 2 - 2 (5-4 PK) | 우디네세   |
| 로마       | 2 - 1 (연장)   | 엠폴리     |
| 피오렌티나 | 3 - 1          | 아탈란타   |
| 유벤투스   | 6 - 1          | 베로나     |
| 파르마     | 2 - 1          | 칼리아리   |

#### 8강전
2015년 1월 27일 화요일, 28일 수요일, 2월 3일 화요일, 4일 수요일에 경기가 열렸다.
| 팀 1   | 결과  | 팀 2       |
| ------ | ----- | ---------- |
| 밀란   | 0 - 1 | 라치오     |
| 나폴리 | 1 - 0 | 인테르     |
| 로마   | 0 - 2 | 피오렌티나 |
| 파르마 | 0 - 1 | 유벤투스   |

#### 준결승전
1차전 경기는 2015년 3월 4, 5일에 2차전은 4월 7, 8일에 열렸다.
| 팀 1     | 합계  | 팀 2       | 1차전 | 2차전 |
| -------- | ----- | ---------- | ----- | ----- |
| 라치오   | 2 - 1 | 나폴리     | 1 - 1 | 1 - 0 |
| 유벤투스 | 4 - 2 | 피오렌티나 | 1 - 2 | 3 - 0 |

#### 결승전
| 유벤투스                  | 2 - 1 (연장전) | 라치오  |
| ------------------------- | -------------- | ------- |
| 키엘리니 11′ · 마트리 97′ |                | 4′ 라두 |

| 유벤투스 | 라치오 |

|                       |    |                       |     |      |
|                       |    |                       |     |      |
| GK                    | 30 | 마르코 스토라리       |     |      |
| CB                    | 15 | 안드레아 바르찰리     |     |      |
| CB                    | 19 | 레오나르도 보누치     | 64′ |      |
| CB                    | 3  | 조르조 키엘리니 (c)   |     |      |
| LWB                   | 33 | 파트리스 에브라       | 60′ |      |
| RWB                   | 26 | 슈테판 리히트슈타이너 |     | 115′ |
| CM                    | 6  | 폴 포그바             |     | 77′  |
| CM                    | 21 | 안드레아 피를로       |     |      |
| CM                    | 23 | 아르투로 비달         |     |      |
| CF                    | 10 | 카를로스 테베스       |     |      |
| CF                    | 14 | 페르난도 요렌테       |     | 84′  |
| 교체 명단:            |    |                       |     |      |
| GK                    | 1  | 잔루이지 부폰         |     |      |
| GK                    | 34 | 루비뉴                |     |      |
| DF                    | 5  | 안젤로 오그본나       |     |      |
| DF                    | 17 | 파올로 데 첼리에      |     |      |
| CF                    | 7  | 시모네 페페           |     |      |
| CF                    | 20 | 시모네 파도인         |     | 115′ |
| CF                    | 22 | 콰드워 아사모아       |     |      |
| CF                    | 27 | 스테파노 스투라로     |     |      |
| CF                    | 37 | 로베르토 페레이라     |     | 77′  |
| CF                    | 39 | 루카 마로네           |     |      |
| FW                    | 11 | 킹슬레 코망           |     |      |
| FW                    | 32 | 알레산드로 마트리     | 97′ | 84′  |
| 감독:                 |    |                       |     |      |
| 마시밀리아노 알레그리 |    |                       |     |      |

|                 |    |                      |      |      |
|                 |    |                      |      |      |
| GK              | 1  | 에트리트 베리샤      |      |      |
| CB              | 3  | 스테판 데 프레이     |      | 106′ |
| CB              | 18 | 산티아고 겐틸레티    |      |      |
| CB              | 26 | 슈테판 라두 (c)      |      | 71′  |
| LM              | 8  | 두샨 바스타          |      |      |
| CM              | 16 | 마르코 파롤로        | 18′  |      |
| CM              | 32 | 다닐로 카탈디        |      |      |
| RM              | 19 | 세나드 루리치        |      |      |
| RW              | 87 | 안토니오 칸드레바    | 109′ |      |
| CF              | 11 | 미로슬라프 클로제    |      | 83′  |
| LW              | 7  | 펠리피 안데르송      |      |      |
| 교체 명단:      |    |                      |      |      |
| GK              | 22 | 페데리코 마르케티    |      |      |
| GK              | 77 | 토마스 스트라코샤    |      |      |
| DF              | 2  | 미셸 시아니          |      |      |
| DF              | 5  | 엣손 브라프헤이트    |      |      |
| DF              | 33 | 마우리치우           |      | 71′  |
| DF              | 39 | 루이스 페드루 카반다 |      |      |
| DF              | 85 | 디에고 노바레티      |      |      |
| CF              | 6  | 스테파노 마우리      |      |      |
| CF              | 23 | 오게니 오나지        |      |      |
| CF              | 24 | 크리스티안 레데스마  |      |      |
| CF              | 9  | 필리프 조르제비치    |      | 83′  |
| FW              | 14 | 케이타               |      | 106′ |
| 감독:           |    |                      |      |      |
| 스테파노 피올리 |    |                      |      |      |

## 토너먼트 (결선 라운드)
|  | 16강전      | 16강전     |   |        | 8강전 | 8강전 |  |          | 준결승전 | 준결승전 | 준결승전 | 준결승전 |  |                 | 결승전 | 결승전 |
|  |             |            |   |        |       |       |  |          |          |          |          |          |  |                 |        |        |
|  | 파르마      | 2          |   |        |       |       |  |          |          |          |          |          |  |                 |        |        |
|  | 칼리아리    | 1          |   |        |       |       |  |          |          |          |          |          |  |                 |        |        |
|  | 칼리아리    | 1          |   | 파르마 | 0     |       |  |          |          |          |          |          |  |                 |        |        |
|  |             |            |   | 파르마 | 0     |       |  |          |          |          |          |          |  |                 |        |        |
|  |             | 유벤투스   | 1 |        |       |       |  |          |          |          |          |          |  |                 |        |        |
|  | 유벤투스    | 유벤투스   | 1 | 6      |       |       |  |          |          |          |          |          |  |                 |        |        |
|  | 유벤투스    |            |   | 6      |       |       |  |          |          |          |          |          |  |                 |        |        |
|  | 베로나      | 1          |   |        |       |       |  |          |          |          |          |          |  |                 |        |        |
|  | 베로나      | 1          |   |        |       |       |  | 유벤투스 | 1        | 3        | 4        |          |  |                 |        |        |
|  |             |            |   |        |       |       |  | 유벤투스 | 1        | 3        | 4        |          |  |                 |        |        |
|  |             | 피오렌티나 | 2 | 0      | 2     |       |  |          |          |          |          |          |  |                 |        |        |
|  | 로마 (연장) | 피오렌티나 | 2 | 0      | 2     | 2     |  |          |          |          |          |          |  |                 |        |        |
|  | 로마 (연장) |            |   |        |       | 2     |  |          |          |          |          |          |  |                 |        |        |
|  | 엠폴리      | 1          |   |        |       |       |  |          |          |          |          |          |  |                 |        |        |
|  | 엠폴리      | 1          |   | 로마   | 0     |       |  |          |          |          |          |          |  |                 |        |        |
|  |             |            |   | 로마   | 0     |       |  |          |          |          |          |          |  |                 |        |        |
|  |             | 피오렌티나 | 2 |        |       |       |  |          |          |          |          |          |  |                 |        |        |
|  | 피오렌티나  | 피오렌티나 | 2 | 3      |       |       |  |          |          |          |          |          |  |                 |        |        |
|  | 피오렌티나  |            |   | 3      |       |       |  |          |          |          |          |          |  |                 |        |        |
|  | 아탈란타    | 1          |   |        |       |       |  |          |          |          |          |          |  |                 |        |        |
|  | 아탈란타    | 1          |   |        |       |       |  |          |          |          |          |          |  | 유벤투스 (연장) | 2      |        |
|  |             |            |   |        |       |       |  |          |          |          |          |          |  | 유벤투스 (연장) | 2      |        |
|  |             | 라치오     | 1 |        |       |       |  |          |          |          |          |          |  |                 |        |        |
|  | 밀란        | 라치오     | 1 | 2      |       |       |  |          |          |          |          |          |  |                 |        |        |
|  | 밀란        |            |   | 2      |       |       |  |          |          |          |          |          |  |                 |        |        |
|  | 사수올로    | 1          |   |        |       |       |  |          |          |          |          |          |  |                 |        |        |
|  | 사수올로    | 1          |   | 밀란   | 0     |       |  |          |          |          |          |          |  |                 |        |        |
|  |             |            |   | 밀란   | 0     |       |  |          |          |          |          |          |  |                 |        |        |
|  |             | 라치오     | 1 |        |       |       |  |          |          |          |          |          |  |                 |        |        |
|  | 토리노      | 라치오     | 1 | 1      |       |       |  |          |          |          |          |          |  |                 |        |        |
|  | 토리노      |            |   | 1      |       |       |  |          |          |          |          |          |  |                 |        |        |
|  | 라치오      | 3          |   |        |       |       |  |          |          |          |          |          |  |                 |        |        |
|  | 라치오      | 3          |   |        |       |       |  | 라치오   | 1        | 1        | 2        |          |  |                 |        |        |
|  |             |            |   |        |       |       |  | 라치오   | 1        | 1        | 2        |          |  |                 |        |        |
|  |             | 나폴리     | 1 | 0      | 1     |       |  |          |          |          |          |          |  |                 |        |        |
|  | 나폴리 (PK) | 나폴리     | 1 | 0      | 1     | 2(5)  |  |          |          |          |          |          |  |                 |        |        |
|  | 나폴리 (PK) |            |   |        |       | 2(5)  |  |          |          |          |          |          |  |                 |        |        |
|  | 우디네세    | 2(4)       |   |        |       |       |  |          |          |          |          |          |  |                 |        |        |
|  | 우디네세    | 2(4)       |   | 나폴리 | 1     |       |  |          |          |          |          |          |  |                 |        |        |
|  |             |            |   | 나폴리 | 1     |       |  |          |          |          |          |          |  |                 |        |        |
|  |             | 인테르     | 0 |        |       |       |  |          |          |          |          |          |  |                 |        |        |
|  | 인테르      | 인테르     | 0 | 2      |       |       |  |          |          |          |          |          |  |                 |        |        |
|  | 인테르      |            |   | 2      |       |       |  |          |          |          |          |          |  |                 |        |        |
|  | 삼프도리아  | 0          |   |        |       |       |  |          |          |          |          |          |  |                 |        |        |

## 같이 보기
- 세리에 A 2014-15
- 수페르코파 이탈리아나 2014